# Rigas Feraios (Tessaglia)
Rigas Feraios  (in greco Ρήγας Φεραίος?) è un comune della Grecia situato nella periferia della Tessaglia (unità periferica della Magnesia) con 11830 abitanti secondo i dati del censimento 2001.
Il comune è stato istituito a seguito della riforma amministrativa detta Programma Callicrate in vigore dal gennaio 2011 che ha abolito le prefetture e accorpato numerosi comuni.
Il nome deriva da Rigas Feraios, famoso scrittore greco.